# AADACL2
AADACL2 (англ. Arylacetamide deacetylase like 2) – білок, який кодується однойменним геном, розташованим у людей на 3-й хромосомі. Довжина поліпептидного ланцюга білка становить 401 амінокислот, а молекулярна маса — 46 099.
| 10         |  | 20         |  | 30         |  | 40         |  | 50         |
| ---------- |  | ---------- |  | ---------- |  | ---------- |  | ---------- |
| MGLKALCLGL |  | LCVLFVSHFY |  | TPMPDNIEES |  | WKIMALDAIA |  | KTCTFTAMCF |
| ENMRIMRYEE |  | FISMIFRLDY |  | TQPLSDEYIT |  | VTDTTFVDIP |  | VRLYLPKRKS |
| ETRRRAVIYF |  | HGGGFCFGSS |  | KQRAFDFLNR |  | WTANTLDAVV |  | VGVDYRLAPQ |
| HHFPAQFEDG |  | LAAVKFFLLE |  | KILTKYGVDP |  | TRICIAGDSS |  | GGNLATAVTQ |
| QVQNDAEIKH |  | KIKMQVLLYP |  | GLQITDSYLP |  | SHRENEHGIV |  | LTRDVAIKLV |
| SLYFTKDEAL |  | PWAMRRNQHM |  | PLESRHLFKF |  | VNWSILLPEK |  | YRKDYVYTEP |
| ILGGLSYSLP |  | GLTDSRALPL |  | LANDSQLQNL |  | PLTYILTCQH |  | DLLRDDGLMY |
| VTRLRNVGVQ |  | VVHEHIEDGI |  | HGALSFMTSP |  | FYLRLGLRIR |  | DMYVSWLDKN |
| L          |  |            |  |            |  |            |  |            |

A: Аланін

C: Цистеїн

D: Аспарагінова кислота

E: Глутамінова кислота

F: Фенілаланін

G: Гліцин

H: Гістидин

I: Ізолейцин

K: Лізин

L: Лейцин

M: Метіонін

N: Аспарагін

P: Пролін

Q: Глутамін

R: Аргінін

S: Серин

T: Треонін

V: Валін

W: Триптофан

Кодований геном білок за функцією належить до гідролаз. 
Задіяний у такому біологічному процесі, як альтернативний сплайсинг. 
Секретований назовні.